# Nanorana maculosa
Espèce
Synonymes
- Rana maculosa Liu, Hu & Yang, 1960
- Paa maculosa (Liu, Hu & Yang, 1960)

Statut de conservation UICN

 VU  : Vulnérable
Nanorana maculosa est une espèce d'amphibiens de la famille des Dicroglossidae.

## Répartition
Cette espèce est endémique du centre du Yunnan en Chine. Elle se rencontre dans les xians de Jingdong et de Shuangbai entre 1 800 et 2 600 m d'altitude.

## Publication originale
- Liu, Hu & Yang, 1960 : Amphibia of Yunnan collected in 1958. Acta Zoologica Sinica, vol. 12, p. 171-174 (texte intégral).